# 克萨干丹县
克萨干丹县，一译锡干拉县，是柬埔寨干丹省下辖的一个县。
据1998年人口普查，此县共有105,345人。